# 제30회 부일영화상
제30회 부일영화상은 부산일보가 주최한다. 시상식은 2021년 10월 7일 부산광역시의 벡스코 (벡스코 오디토리움)에서 개최되었다. 극장 개봉 영화 외에도 올해 후보작에는 OTT 영화인 넷플릭스 영화 콜과 낙원의 밤이 처음으로 포함되었다.

## 심사위원
심사위원은 9명으로 구성되었다.
- 강내영: 경성대학교 연극영화학부 교수
- 김상훈: 부산일보 문화부장
- 남동철: 부산국제영화제 프로그램 디렉터
- 오동진: 들꽃영화상 조직위원장
- 유지나: 영화 평론가, 동국대학교 영화영상학과 교수
- 윤신애: 스튜디오329 대표 (넷플릭스 시리즈 인간수업 제작)
- 이무영: 영화 감독, 동서대학교 영화영상학과 교수
- 전찬일: 영화 평론가, 한국문화콘텐츠비평협회 회장
- 정민아: 영화 평론가, 성결대학교 연극영화학부 교수

## 수상 및 후보
후보작 전체 목록:

수상자:
| 최우수 작품상 | 최우수 감독상 |
| --- | --- |
| - 모가디슈 - 자산어보 - 남매의 여름밤 - 인트로덕션 - 소리도 없이                                                                                                  | - 이준익 – 자산어보 - 류승완 – 모가디슈 - 윤단비 – 남매의 여름밤 - 이승원 – 세자매 - 홍의정 – 소리도 없이                                                             |
| 최우수 남우주연상 | 최우수 여우주연상 |
| - 유아인 – 소리도 없이 (태인 역) - 엄태구 – 낙원의 밤 (박태구 역) - 김윤석 – 모가디슈 (한신성 역) - 설경구 – 자산어보 (정약전 역) - 변요한 – 자산어보 (장창대 역) | - 전종서 – 콜 (오영숙 역) - 예수정 - 빛나는 순간 (심효정 역) - 전여빈 – 낙원의 밤 (김재연 역) - 고아성 – 삼진그룹 영어토익반 (이자영 역) - 문소리 – 세자매 (미연 역)  |
| 최우수 남우조연상 | 최우수 여우조연상 |
| - 허준호 – 모가디슈 (림용수 역) - 차승원 – 낙원의 밤 (마상길 역) - 구교환 – 모가디슈 (태준기 역) - 유재명 – 소리도 없이 (창복 역) - 조우진 – 자산어보 (별장 역)   | - 김선영 – 세자매 (희숙 역) - 이재인 – 발신제한 (이혜인 역) - 염혜란 – 블랙 라이트 (영남 역) - 이솜 – 삼진그룹 영어토익반 (정유나 역) - 이정은 – 자산어보 (가거댁 역) |
| 최우수 신인 감독상 | 최우수 각본상 |
| - 홍의정 – 소리도 없이 - 김덕중 – 교육 - 윤단비 – 남매의 여름밤 - 이충현 – 콜 - 임선애 – 빛나는 순간                                                              | - 이기철, 류승완 – 모가디슈 - 김세겸 – 자산어보 - 이승원 – 세자매 - 임선애 – 빛나는 순간 - 홍수영, 손미 – 삼진그룹 영어토익반                                         |
| 최우수 신인 남우상 | 최우수 신인 여우상 |
| - 하준 – 페스티벌 (김경만 역) - 김준형 – 교육 (현목 역) - 박승준 – 남매의 여름밤 (동주 역) - 신석호 – 인트로덕션 (영호 역) - 홍경 –이곳은 먼 곳 (현민 역)         | - 이유미 – 어른들은 몰라요 (세진 역) - 문혜인 – 교육 (성희 역) - 안희연 – 어른들은 몰라요 (주영 역) - 임성미 – 파이터 (진아 역) - 최정운 – 남매의 여름밤 (옥주 역)    |
| 최우수 촬영상 | 최우수 음악상 |
| - 최영환 - 모가디슈 - 김영호 - 낙원의 밤 - 박정훈 - 소리도 없이 - 변봉선 - 승리호 - 이의태 - 자산어보                                                             | - 방준석 - 모가디슈 - 모그 - 낙원의 밤 - 달파란 – 삼진그룹 영어토익반 - 장혁진, 장용진 - 소리도 없이 - 김태성 - 승리호                                                |
| 미술/기술상 | 인기 스타상 |
| - 정성진, 정철민 (VFX) - 승리호 - 김보묵 (미술) - 모가디슈 - 윤대원 (무술) - 모가디슈 - 배정윤 (미술) – 삼진그룹 영어토익반 - 이재성 (미술) - 자산어보            | - 조인성 - 모가디슈 - 이솜 - 삼진그룹 영어토익반 |
| 유현목 영화예술상 | |
| - 이춘연 | |

### 다수 부문 후보 지명된 영화
다음 영화들은 여러 부문에서 후보에 올랐다.
| 후보 지명 횟수 | 영화                |
| -------------- | ------------------- |
| 10             | 모가디슈            |
| 9              | 자산어보            |
| 7              | 소리도 없이         |
| 5              | 낙원의 밤           |
| 5              | 남매의 여름밤       |
| 5              | 삼진그룹 영어토익반 |
| 4              | 세자매              |
| 3              | 교육                |
| 3              | 빛나는 순간         |
| 3              | 승리호              |
| 2              | 인트로덕션          |
| 2              | 콜                  |
| 2              | 어른들은 몰라요     |